# Terentius retractus
Terentius retractus är en insektsart som beskrevs av Walker 1870. Terentius retractus ingår i släktet Terentius och familjen hornstritar. Inga underarter finns listade i Catalogue of Life.